# Jason Cameron
Jason Cameron (nacido el 19 de abril de 1969) es un actor y presentador de televisión estadounidense, conocido por su papel en el reality show de TLC, While You Were Out, y actualmente presentador de Man Caves y Desperate Landscapes para DIY Network. 

## Carrera

### Actor y modelo
En 1999, Cameron se mudó a Nueva York para perseguir su carrera interpretativa. Consiguió papeles menores para series como Sex and the City, Guiding Light y All My Children. En esa misma época, consiguió trabajos como modelo apareciendo en Men's Health, Men's Fitness, Maxim y GQ.

### Presentador y carpintería
Cameron ha desarrollado una pasión por la carpintería y la construcción desde una temprana edad, y trabajó como albañil después de la universidad. En 2003, audicionó como carpentero en pantalla para el programa de renovaciones de TLC, While You Were Out. Consiguió el trabajo y se unió al elenco en la temporada segunda, quedándose hasta el final de la serie en 2006.
Después de la finalización de la serie, Cameron se convirtió en contratista licenciado y firmó con DIY Network para presentar su programa de renovaciones Desperate Landscapes en 2007. Desde entonces, ha presentado también Man Caves y Project Xtreme para la cadena de televisión.

### Fitness
Cameron es un entrenador personal certificado , especializando en fuerza y condicionamiento. Ha competido en numerosas competiciones de culturismo y ha trabajado como modelo de fitness, apareciendo en Men's Fitness, Men's Health y Muscle Media. Actualmente representa y el experto en fitness para Men's Fitness.

## Vida personal
Cameron nació en Toledo, Ohio, el mayor de tres hermanos. Se graduó en el Republic-Michigamme High School en Republic, Míchigan en 1987, y tienen un graduado por la Northern Michigan University en justicia criminal. Conoció a su mujer Maryanne mientras perseguía su carrera como actor en Nueva York en 1999. Entre sus hobbies se incluyen bicicleta de montaña, voleibol, y softbol.

## Filmografía
| Año           | Título                 | Papel                    | Canal        | Notas                                           |
| ------------- | ---------------------- | ------------------------ | ------------ | ----------------------------------------------- |
| 2000          | "Sexo and the City"    | Hombre con Armas Grandes | HBO          | 1 episodio - Episodio 2.03: "Politically Erect" |
| 2003          | "Guiding Light"        | Agente policial          | CBS          | 1 episodio - "Episode dated 4 March 2003"       |
| 2003–2006     | "While You Were Out"   | Carpintero               | TLC          | 20 episodios (Temporada 2 a Temporada 4)        |
| 2007          | "Trading Spaces"       | Carpintero               | TLC          | 1 episodio - "While You Were Out crossover"     |
| 2007–presente | "Desperate Landscapes" | Presentador              | DIY          | 91 episodios                                    |
| 2007–presente | "Man Caves"            | Carpintero/Presentador   | DIY          | 73 episodios                                    |
| 2008–presente | "Project Xtreme"       | Anfitrión                | DIY          | 21 episodios                                    |
| 2010          | "Ace of Cakes"         | Self                     | Food Network | 1 episodio - Episodio 8.01: "Man Caves"         |